# Sýkořice
Sýkořice település Csehországban, Rakovníki járásban. Sýkořice Račice, Nižbor, Zbečno és Běleč településekkel határos. Lakosainak száma 583 fő (2024. január 1.).

## Népesség
A település lakosságának változását az alábbi diagram mutatja:
| Lakosok száma | 437  | 379  | 376  | 319  | 472  | 416  | 518  | 532  | 554  | 583  |
|               | 1869 | 1890 | 1921 | 1950 | 1980 | 2001 | 2017 | 2019 | 2022 | 2024 |